# See Me in Shadow
See Me in Shadow è una canzone dei Delain, secondo singolo estratto dall'album Lucidity e pubblicato il 2 luglio 2007.
Le tracce in versione acustica vennero successivamente inserite come bonus tracks nell'album Lucidity.

## Video
Il video mostra la cantante Charlotte Wessels in abito da sposa camminare prima per una stanza vuota, poi entrare in un lago.

## Lista tracce
1. See Me in Shadow (Single Edit) (Westerholt, Wessels) – 3:36
2. Frozen (Acoustic Version) (Westerholt, Wessels) – 4:27
3. Silhouette of a Dancer (Acoustic Version) (Westerholt, Wessels, Yrlund) – 3:21
4. See Me in Shadow (Acoustic Version) (Westerholt, Wessels) – 3:36
5. See Me in Shadow (Video) – 3:45

## Formazione
- Charlotte Wessels – voce
- Ronald Landa – chitarra solista
- Ray van Lente – chitarra ritmica
- Martijn Westerholt – tastiere
- Rob van der Loo – basso
- Sander Zoer – batteria

### Altri musicisti
- Liv Kristine – cori in See Me in Shadow (Single Edit)
- Rosan van der Aa – cori in See Me in Shadow (Single Edit)
- Rupert Gillet – violoncello